# امبودیامپانا، مانانارا نورد
امبودیامپانا، مانانارا نورد (به لاتین: Ambodiampana, Mananara Nord) یک سکونتگاه مسکونی در ماداگاسکار است که در آنالانجیروفو واقع شده‌است.

## خصوصیات
امبودیامپانا ۸٬۰۰۰ نفر جمعیت دارد و ۶۸ متر بالاتر از سطح دریا واقع شده‌است.